# Riduzionismo (matematica)
Generalmente, nelle scienze, si intende per riduzionismo la tendenza a ricondurre la spiegazione di un dato fenomeno ad agenti quanto più elementari e meno numerosi possibile secondo la filosofia del divide et impera.
Questo è vero, ad esempio, nella fisica delle particelle, che si pone come obiettivo la spiegazione di fenomeni macroscopici complessi sulla base di poche strutture, relazioni e reazioni microscopiche.
Nello sviluppo della matematica, questo concetto ha assunto un significato decisamente diverso, in quanto tale scienza è stata sempre più basata su uno spirito costruzionista: non si studiano fenomeni da misurare e giustificare, ma si creano gli oggetti stessi di studio.
Così il riduzionismo ha assunto una valenza non semplicemente efficientista, estetica o organizzativa, ma fondazionale: si è sposato con il (o perlomeno è stato la conseguenza del) tentativo di giustificare le idee intuitive e storiche della matematica su basi (postulati) elementari.

## Storia
La prima presenza del riduzionismo nella matematica può essere vista nella progressiva "algebrizzazione" della geometria. Infatti, nell'antichità la geometria ha avuto spesso un ruolo dominante (basti pensare agli antichi Egizi) o quanto meno paritario rispetto all'algebra; non solo dal punto di vista della numerosità dei problemi studiati, ma anche della "fiducia" riposta in essa: più precisamente, se oggi la dimostrazione di un qualsiasi problema geometrico viene solitamente considerata valida solo se sfrutta unicamente strumenti algebrici, un tempo, al contrario, una sequenza intuitivamente comprensibile di forme geometriche poteva essere considerata a tutti gli effetti una soluzione valida anche di un problema algebrico.
A questo proposito, si può osservare che non a caso Euclide, con i suoi celebri assiomi, volle dare una fondazione assiomatica alla geometria, e non all'algebra, considerando quest'ultima quasi una branca secondaria della matematica.
Euclide non è citato a caso, perché certamente nell'epoca moderna tra gli eventi che hanno dato un impulso al riduzionismo ha avuto il suo ruolo anche la scoperta di geometrie non euclidee: in questi campi, l'avere a che fare con modelli almeno apparentemente controintuitivi ha frenato la tendenza dei matematici a fare affidamento sulla geometria, sull'immediatezza delle conclusioni prese dalla diretta osservazione di forme e trasformazioni geometriche, ed ha rafforzato l'idea che la geometria non potesse garantire un grado di "fiducia formale" sufficiente. Simili considerazioni, unite alla nascita di strumenti allora innovativi come il piano cartesiano, capace appunto di trasformare le figure geometriche in formule algebriche e viceversa, portarono la geometria ad un ruolo fondamentalmente secondario rispetto all'algebra.

### Riduzionismo insiemistico
Quando al giorno d'oggi si parla di riduzionismo in matematica, ci si riferisce però principalmente ad un'altra e successiva evoluzione: la rifondazione dell'algebra per mezzo della logica. Infatti, nel XX secolo, grazie agli studi di Boole (che ebbe sostanzialmente, con il calcolo proposizionale, il merito di fare della logica una branca della matematica) e di numerosi altri logici, fu possibile porre le basi dell'intera algebra, e quindi in pratica dell'intera matematica, su un substrato logico a sua volta assiomatizzato in modo formale e rigoroso.
Al giorno d'oggi è generalmente condivisa l'idea che quella di rifondare la matematica su basi logiche sia stata una buona scelta. In particolare, il tentativo in assoluto più celebre e riuscito di fare dell'algebra un sistema formale è certamente la Teoria degli insiemi di Zermelo-Fraenkel (e la ZFC, da questa derivata con l'inclusione, ormai solitamente accettata, dell'assioma della scelta), un insieme di assiomi di tipo insiemistico su cui, grazie ai risultati (sia successivi che precedenti alla messa a punto della stessa ZF) di svariati matematici, tra i quali va ricordato Giuseppe Peano per il suo importante contributo nella formalizzazione dei numeri naturali, hanno realmente ricostruito l'algebra dalle fondamenta. L'esposizione nei testi di Nicolas Bourbaki segue il criterio di basare la matematica sulla teoria formale degli insiemi.
Per questo il termine riduzionismo viene solitamente sposato all'aggettivo insiemistico.